# Groß Förste

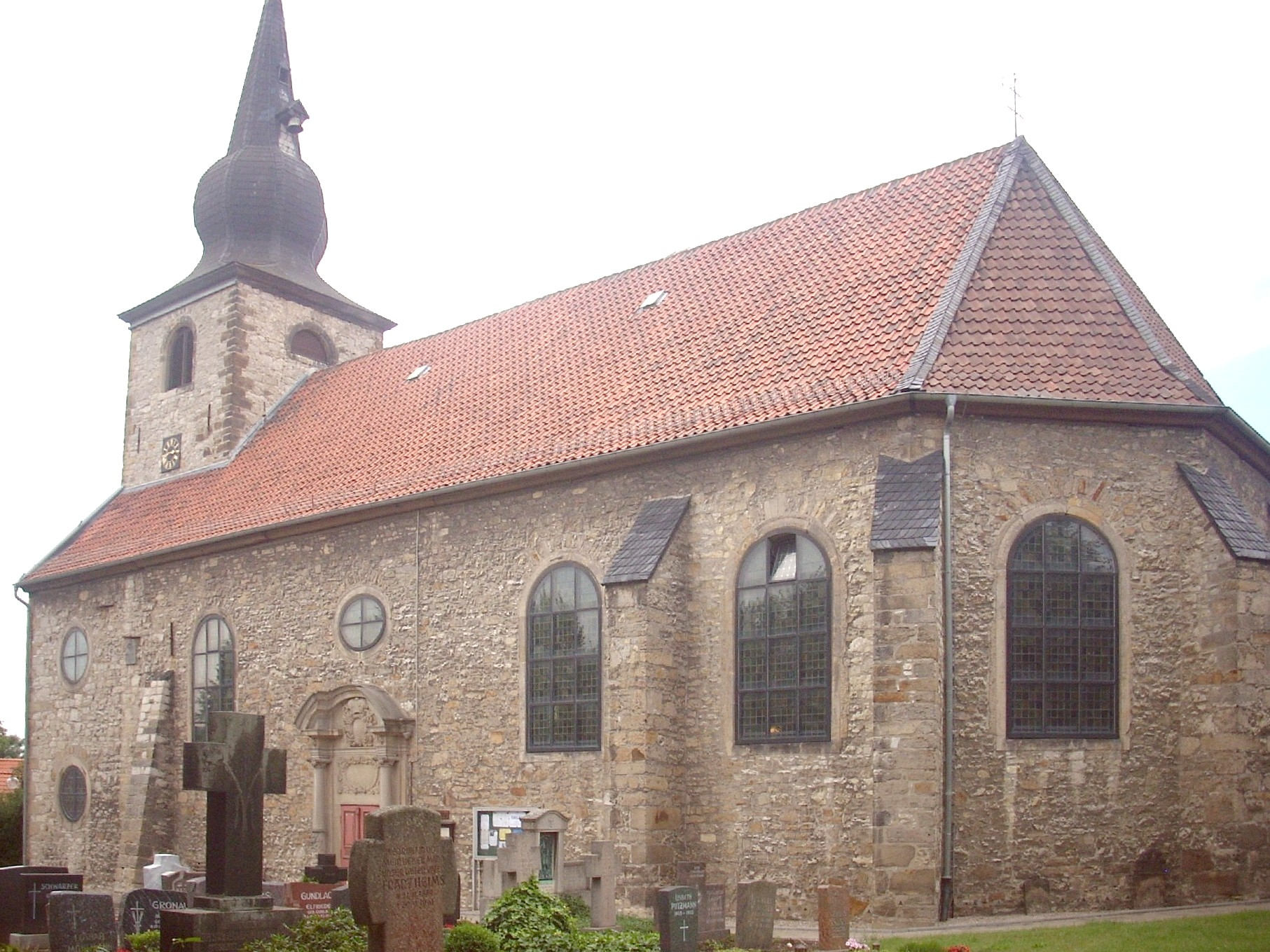
Katholische Kirche St. Pankratius

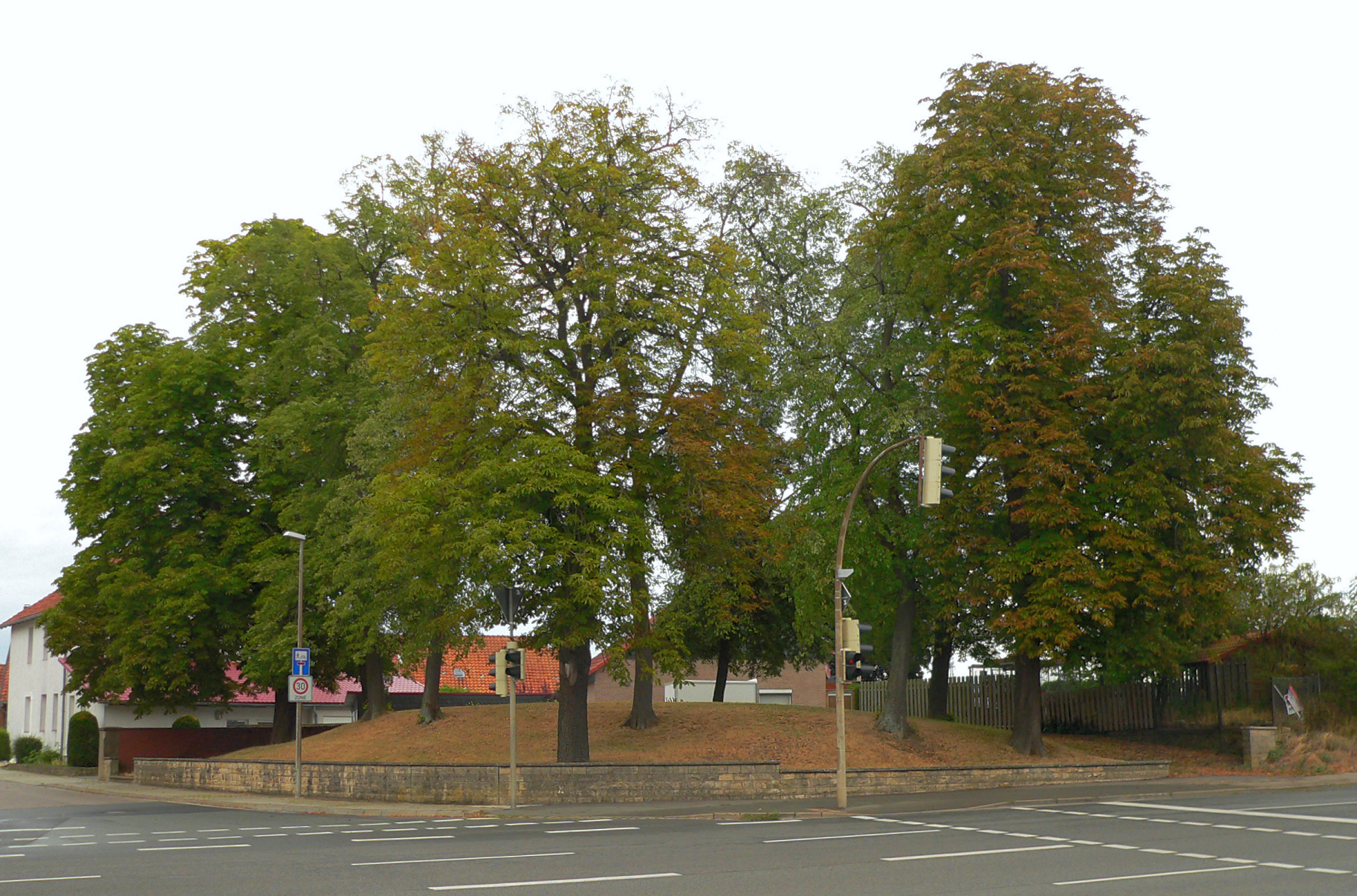
Burghügel der abgegangenen Burg Förste

Groß Förste ist ein Ortsteil der Gemeinde Giesen und liegt direkt an der Bundesstraße 6 zwischen Hildesheim und Hannover.

## Geschichte
Im Jahre 1068 übertrug Bischof Hezilo von Hildesheim dem Moritzstift umfangreichen Grundbesitz in Förste. Die Urkunde nennt den Anbau von landwirtschaftlichen Produkten wie Mohn und Flachs. Die ertragreiche Landwirtschaft und die Nutztierhaltung (unter anderem Fisch) waren wahrscheinlich der Anlass zum erneuten Erwerb des Förster „Meierdings“ durch Bischof Hartbert im Jahre 1201 und zur späteren Errichtung einer bischöflichen Mühle vor Ort.
Wirtschaftlich und kirchlich hatte Groß Förste besondere Bedeutung. Eine Urkunde Bischofs Konrad II. schließt im Jahre 1240 mit den Worten: „Acta sunt hec in Caminata nostra aput Vorsatum.“ Demnach hielt sich der Hildesheimer Bischof des Öfteren in seinem „festen Haus“ in Förste auf. Reste seiner Burg Förste sind noch in Form eines Mottenhügels an der Bundesstraße 6 zu sehen. Dieser besitzt noch einen Durchmesser von etwa 20 m und eine Höhe von etwa 3 m; das Burgplateau misst ca. 12–13 m.
Der Ort Groß Förste, der auch häufig in Urkunden als Vörste oder Vorsite überliefert ist, wird seit 1360 als Archidiakonatssitz urkundlich nachweisbar. Aus dem Ortsnamen lässt sich schließen, dass Groß Förste zu einer Reihe von Siedlungen gehörte, deren Entstehen schon um 300 abgeschlossen gewesen sein dürfte.
Ende des 12. Jahrhunderts war bereits das Archidiakonat Hildesheim St. Andreas vorübergehend durch die Eingliederung des Bannes Förste erweitert worden; dies ist Hinweis darauf, dass später der Hildesheimer Archidiakon zeitweilig Patron der Pfarrei in Förste war. An der Archidiakonatskirche St. Pankratius, deren Bestehen bereits um 1000 vermutet wird, lässt sich für die Jahre 1236, 1240 und 1241 ein Pfarrer nachweisen.
Während Klein Förste seit dem Mittelalter zur Pfarrei St. Pankratius gehört, wurde die Filialgemeinde Hasede 1892 selbständige Pfarrei. Die Katholiken aus der Gemeinde Klein Giesen wurden jedoch erst nach dem 1. September 1940 aus der Pfarrei Groß Förste ausgegliedert, und die Kirchengemeinde St. Martin gebildet. Die St.-Pankratius-Gemeinde, deren Patrozinium erstmals um 1360 genannt wird, befand sich im Hochmittelalter im Amt Steuerwald. Das Amt hatte besonders durch seinen evangelischen Inhaber Adolf von Holstein entscheidenden Einfluss auf die Einführung der Reformation in das Bistum Hildesheim.
Bereits während der Regierungszeit des Bischofs Friedrich von Holstein (1521–1556), einem Bruder des Herzogs, wurde unter dem Einfluss der welfischen Herzöge im Pfarrgebiet von Groß Förste die Reformation eingeführt (siehe auch Hildesheimer Stiftsfehde). Erst nach der Restitution des Hildesheimer Stiftgebietes 1643 – bzw. der „Normaljahrsbestimmung“ von 1624 im Westfälischen Frieden von 1648 – konnten die kath. Religionsverhältnisse in Groß Förste wieder gefestigt werden. Zuvor hatten sich über 70 Jahre lang abwechselnd kath. und ev. Geistliche um die Pfarrstelle in Groß Förste gestritten. Die konfessionellen Streitigkeiten resultierten häufig auch aus der voreingenommenen Arbeit des Leiters des Amtes Steuerwald, der häufig an sich bischöfliche Amtsangelegenheiten nur nach seiner konfessionellen Zugehörigkeit zugunsten der kath. oder ev. Kirche entschied. Als Ende des 16. Jahrhunderts der ev. Amtmann Borgentreich im Hause Steuerwald angestellt war, wurden die bischöflichen Erlasse zum Schutz der kath. Religion in Förste nicht ausgeführt. Nachdem die bischöfliche Regierung den Amtsinhaber zur Ausführung seiner Pflicht gemahnt hatte und sie gemäß dem Augsburger Religionsfrieden von 1555 die Lutheraner aufgefordert hatte, die Gemeinde zu verlassen, wurden damit die konfessionellen Streitigkeiten zunächst bereinigt.
Der letzte lutherische Prädikant musste 1643 Groß Förste verlassen. Ihm folgte bei der Besetzung der Pfarrstelle der Jesuitenorden, diesem nach zweijähriger Tätigkeit Pfarrer Arnold Spiegel, der besonders den baulichen Zustand der ehemaligen Archidiakonatskirche St. Pankratius beklagte. Die Bausubstanz des Gotteshauses war so beschädigt, dass von 1688 bis 1696 die barocke Pankratiuskirche erbaut werden musste.
Am 26. November 1661 ernannte das Hildesheimer Domkapitel Martin Bever zum Pfarrer in Groß Förste. Die Beverinische Stipendienstiftung und die gleichnamige Bibliothek, heute ein wichtiger Teil der Hildesheimer Dombibliothek, gehen auf die Gründung des Geistlichen aus Förste zurück.
Neben der politischen Veränderung infolge der Säkularisation trat auch durch die technischen Neuerungen in der Landwirtschaft ein Strukturwandel im Wirtschaftsleben ein. Die Ernteerträge von Zuckerrüben, Kartoffeln und Getreide sicherten den Förster Bauern ihren Lebensunterhalt. Das mit der Technisierung der Landwirtschaft einhergehende Wachstum der Bevölkerung wirkte sich in Groß Förste nur bedingt aus. Laut einer Volkszählung für das Fürstentum Hildesheim lebten im Jahre 1785 gerade einmal 218 Einwohner in Groß Förste. Da eine geeignete Infrastruktur fehlte, konnten die im Ort hergestellten Produkte nur umständlich zum Verbraucher gelangen. Dementsprechend blieb auch dort die Gründung von Industriebetrieben aus. Nur die ortsansässigen Handwerksbetriebe, die für die Landwirtschaft notwendig waren, konnten in Groß Förste verbleiben.

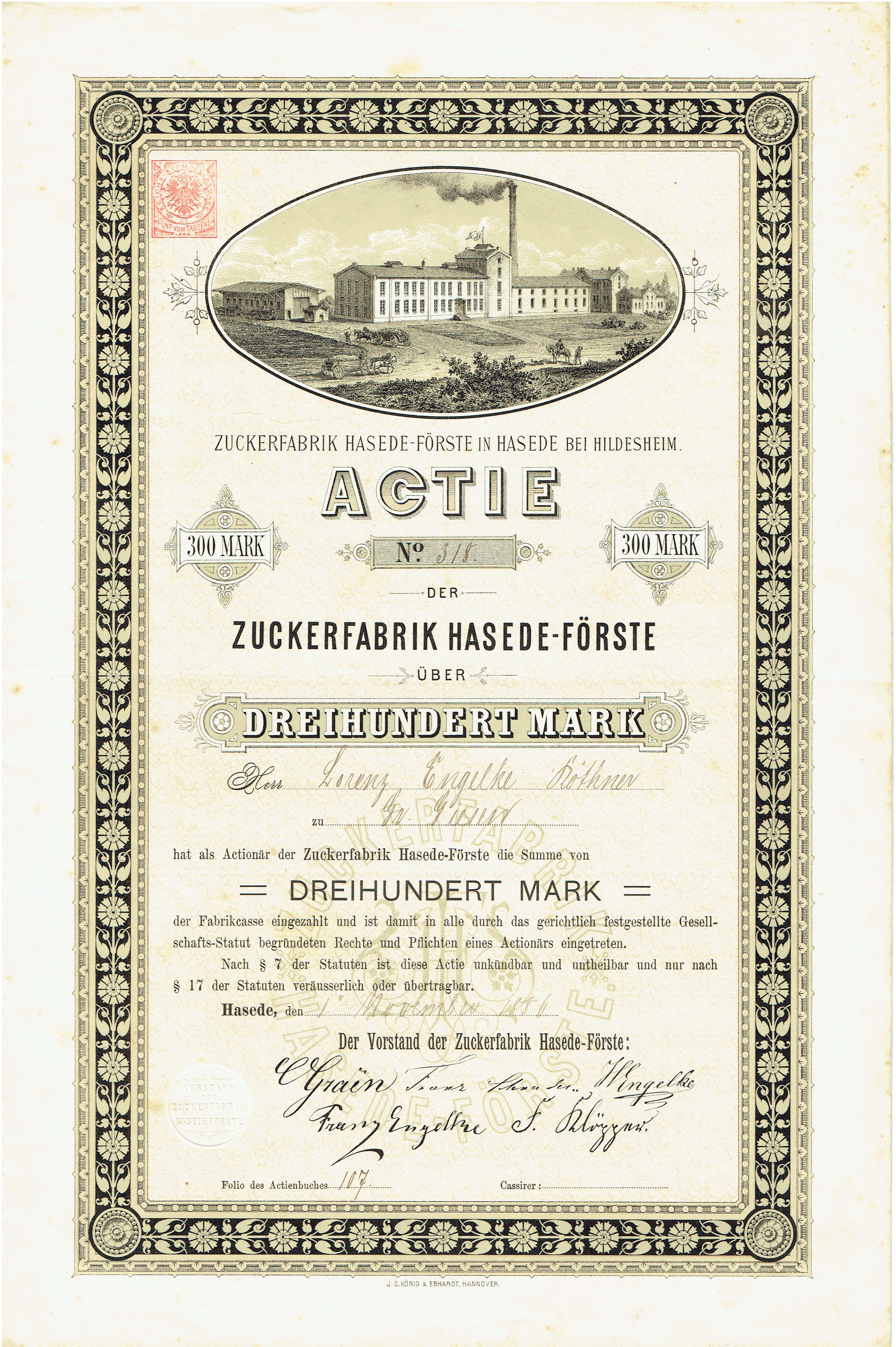
Aktie der Zuckerfabrik Hasede-Förste von 1886

In Hasede wurde 1882 die Zuckerfabrik Hasede-Förste errichtet. 1918 gehörte sie mit einer Tageskapazität von 6000 Zentnern Zuckerrüben zu den kleineren Zuckerfabriken. 1950 wurde die Fabrik stillgelegt.
1898 wurde der Neubau des Schulhauses durch die Gemeinde beschlossen und 1902 die Errichtung einer Sozialstation durch den Orden der Vinzentinerinnen notwendig. Seit der Entwicklung der Kaliindustrie Anfang des 20. Jahrhunderts hatte sich die bäuerliche Sozialstruktur des Dorfes verändert. Neben Bauern und Handwerkern ließen sich jetzt Arbeiterfamilien in Groß Förste nieder. Einen Arbeitsplatz fanden sie vor allem im Kalischacht „Siegfried“ in Giesen. Durch den Bau der Straßenbahnlinie Hannover-Hildesheim im Jahre 1898 war für Pendler eine Verkehrsverbindung zu Arbeitsplätzen in Hannover und Hildesheim geschaffen worden.
Die Gemeinde St. Pankratius war seit dem Mittelalter selbständige Pfarrei bzw. Archidiakonatssitz. Dies wurde 1760 bei der Zirkelordnung und 1838 bei der Dekanatsordnung berücksichtigt. Seit 1978 gehörte Förste in das neu gegründete Dekanat Förste-Sarstedt. Hasede wurde 1892 selbständige Pfarrei. Klein Giesen verließ 1940 den Pfarrsprengel Groß Förste, während seit dem Mittelalter die Filialgemeinde Klein Förste von der Pfarrei St. Pankratius betreut wurde. Im Vergleich zu anderen Pfarreien im Bistum wurden nach 1945 nur wenige Heimatvertriebene in der seit dem 17. Jahrhundert fast ausnahmslos kath. Gemeinde ansässig. Seit dem 1. November 2014 gehört die St.-Pankratius-Kirche zur Pfarrei St. Vitus mit Sitz in Groß Giesen.
Nach Ausbau der B 6 (Zubringerstraße zum Messeschnellweg), wurde Groß Förste bald zu einem wichtigen Ort zwischen den Wirtschaftsräumen Hannover und Hildesheim, so dass die Gemeinde gegenwärtig auch als Wohngemeinde verstärkt genutzt wird. Im Gegensatz zur Pfarrei Groß Förste St. Pankratius in der politischen Einheitsgemeinde Giesen gehört die kath. Filiale Klein Förste zur politischen Einheitsgemeinde Harsum.
Am 1. März 1974 bildete Groß Förste mit fünf weiteren Gemeinden die neue Gemeinde Giesen.

## Politik

### Ortsrat
Der Ortsrat, der den Ortsteil Groß Förste vertritt, setzt sich aus fünf Mitgliedern zusammen. Die Ratsmitglieder werden durch eine Kommunalwahl für jeweils fünf Jahre gewählt.
Bei der Kommunalwahl 2021 ergab sich folgende Sitzverteilung:
| Ortsrat 2021Insgesamt 5 Sitze - SPD: 1 - Grüne: 1 - CDU: 3 |

### Ortsbürgermeister
Ortsbürgermeister ist Heinrich Helms (parteilos).

### Wappen
| Wappen von Groß Förste | Blasonierung: „Auf Grün drei silberne Wellenlinien, darüber ein silbernes Mühlrad.“ |
| Wappen von Groß Förste | Wappenbegründung: Groß Förste war noch im 11. Jahrhundert das einzige Pfarrdorf zwischen Hildesheim und Sarstedt und die Mutterkirche aller umliegenden Pfarreien. Später wurde hier ein festes bischöfliches Haus errichtet, von dem die Urkunden Zeugnis geben. 1240 tritt auch ein Ritter Lambert von Förste auf. Doch nicht von Gotteshaus und Schloss und Ritter berichtet uns das Wappenbild. Das älteste Bauwerk des Dorfes, das erhalten ist, soll die Mühle sein. Das jetzige Gebäude hat viele Vorgänger gehabt; die Mühle wird schon im Mittelalter wiederholt erwähnt und war damals bald im Besitze des Bischofs, bald des Domkapitels. Im Wappen dargestellt sind das sich in Wellenlinien kringelnde Silberband der Innerste, das Grün der Wiesen und Felder um den Fluss und nicht zuletzt – silbern wie der Strom – das Mühlrad. Das Wappen der Ortschaft Förste wurde 1931 gewährt. |

## Kultur und Sehenswürdigkeiten
Die katholische, barocke Pfarrkirche St. Pankratius an der Beverinstraße wurde von 1688 bis 1696 unter Beverins Nachfolger Pastor Hermann Zimmermann aus Bruchsteinen erbaut und 1698 von Bischof Jobst Edmund von Brabeck geweiht. In ihrem Innern ist u. a. ein Taufstein von 1577 mit Reliefdarstellungen bemerkenswert, der Deckel des Taufsteins wurde um 1700 angefertigt. Die Kanzel der Kirche wurde in einen der Seitenaltäre eingebaut, was für eine katholische Kirche sehr ungewöhnlich ist. Über dem Westportal befindet sich in einer Nische eine Figurengruppe, die Maria und Johannes darstellt und bereits 1517 angefertigt wurde. Heute gehört die Pfarrgemeinde St. Pankratius zum Dekanat Borsum-Sarstedt.
An der Ecke Pankratiusstraße / Alte Heerstraße ist ein 5,50 m hohes Wegekreuz aus der Zeit des Barocks mit einem Corpus von 1755 beachtenswert.
Die Innerste, eine Novelle von Wilhelm Raabe, spielt an der Groß Förster Mühle. Die Mühle wurde 1306 zum ersten Mal urkundlich erwähnt. Sie besaß bis 1926 drei oberschlächtige Räder und verfügte später über Turbinenbetrieb und eine Schrotmühle.

## Sport
Groß Förste besaß früher einen eigenen Fußballverein. „Schwarz-Weiß“ Groß Förste wurde um 1920 gegründet und schloss sich 1947 mit dem Sportverein Klein Förste zur SSV Förste zusammen.
Der Schützenverein SV Groß Förste wurde 1951 gegründet. Das vereinseigene Schützenhaus wurde 1991 eingeweiht.